# ده دلی
ایذه ، شهرستانی از توابع استان خوزستان ایران است.

## جمعیت
این شهرستان در  دیناران قرار دارد و براساس سرشماری مرکز آمار ایران در سال ۱۴۰۳، جمعیت آن ۲۴۹۳۲۸ تن (۶۸۸۶۹ خانوار) بوده‌است.